# Пенниуорт (телесериал)
«Пенниуорт» (англ. Pennyworth) — американский драматический телесериал, основанный на персонажах комиксов DC Comics, созданных Бобом Кейном и Биллом Фингером. Премьера сериала состоялась 28 июля 2019 года на канале Epix. Заглавную роль исполняет Джек Бэннон, в остальных ролях — Бен Элдридж, Райан Флетчер, Хайнсли Ллойд Беннетт, Палома Фейт и Джейсон Флеминг.
Вскоре после завершения показа был утверждён второй сезон, производство которого стартовало в январе 2020. В съёмках задействованы Джек Бэннон, Бен Элдридж, Джеймс Пьюрфой, Эдвард Хогг, Джесси Ромео, Рамон Тикарам, Харриет Слейтер, Эмма Патц, Хайнсли Ллойд Беннетт, Райан Флетчер, Дороти Аткинсон, Полли Уокер, Джейсон Флеминг и Палома Фейт. Премьера нового сезона состоялась 14 декабря 2020 года. Сериал продлён на 3 сезон. В феврале 2023 года телесериал был закрыт после трёх сезонов.
Является приквелом телесериала «Готэм».

## Сюжет
«Пенниуорт» рассказывает о молодости легендарного дворецкого Бэтмена, Альфреда Пенниуорта, бывшего солдата британского спецназа, который в 1960-х годах в Лондоне создаёт собственную охранную компанию. Альтернативный Лондон, в котором происходит действие, сочетает черты города 50-х и 60-х годов XX века и вымышленные события и порядки (к примеру, телетрансляции смертной казни). Альфред становится мишенью группы заговорщиков из «Общества Воронов»  и начинает сотрудничество с будущими родителями Брюса Уэйна, миллиардером Томасом Уэйном и Мартой Уэйн.

## В ролях
- Джек Бэннон — Альфред Пенниуорт, бывший солдат британского спецназа
- Бен Элридж — Томас Уэйн, молодой миллиардер с Восточного побережья США
- Хейнсли Ллойд Беннетт — Деон «База» Дэшфорд, давний армейский друг Альфреда
- Райан Флетчер — Уоллес «Малыш Дейв» МагДугал, давний армейский друг Альфреда
- Эмма Коррин — Эсме Уиникус, танцовщица, возлюбленная Альфреда
- Дороти Аткинсон — Мэри Пенниуорт, мать Альфреда
- Иэн Пулстон-Дэвис — Артур Пенниуорт, отец Альфреда
- Эмма Паетц — Марта Кейн, американка, работает с Томасом Уэйном
- Рамон Тикарам — инспектор Азиз, детектив лондонской полиции
- Джейсон Флеминг — лорд Харвуд, предводитель Общества Ворона
- Палома Фейт — Бет Сайкс, работает с лордом Харвудом
- Дэнни Уэбб — Джон Риппер, гробовщик, лондонский криминальный авторитет
- Анна Чанселлор — Франсис Гонт, лидер Общества Ворона в отсутствие лорда Харвуда
- Полли Уокер — Пегги Сайкс, сестра Бет
- Саломе Гуннарсдоттир — Патрисия Уэйн, сестра Тома Уэйна
- Сара Александер — Ундина Туэйт, глава Лиги Безымянных
- Саймон Дэй — Сид Онслоу, владелец паба «Отрубленные руки», любимого места главных героев
- Харриет Слэйтер — Сандра Онслоу, дочь Сида
- Джонджо О’Нил — Алистер Кроули, оккультист, организатор сатанинских собраний
- Джессика Эллерби — королева Елизавета II
- Ричард Клотьер — премьер-министр Великобритании

## Список эпизодов

### Сезон 1 (2019)
| № общий | № в сезоне | Название                                       | Режиссёр     | Автор сценария | Дата премьеры    |
| ------- | ---------- | ---------------------------------------------- | ------------ | -------------- | ---------------- |
| 1       | 1          | «Pilot» «Пилот»                                | Дэнни Кэннон | Бруно Хеллер   | 28 июля 2019     |
| 2       | 2          | «The Landlord's Daughter» «Дочь домовладельца» | Дэнни Кэннон | Бруно Хеллер   | 4 августа 2019   |
| 3       | 3          | «Martha Kane» «Марта Кейн»                     | Билл Иглз    | Бруно Хеллер   | 11 августа 2019  |
| 4       | 4          | «Lady Penelope» «Леди Пенелопа»                | Чина Му-Ен   | Бруно Хеллер   | 11 августа 2019  |
| 5       | 5          | «Shirley Bassey» «Ширли Бэсси»                 | Роб Бэйли    | Бруно Хеллер   | 18 августа 2019  |
| 6       | 6          | «Cilla Black» «Силла Блэк»                     | Билл Иглз    | Бруно Хеллер   | 25 августа 2019  |
| 7       | 7          | «Julie Christie» «Джули Кристи»                | Клэр Килнер  | Бруно Хеллер   | 8 сентября 2019  |
| 8       | 8          | «Sandie Shaw» «Сэнди Шоу»                      | Джон Ист     | Дэнни Кэннон   | 15 сентября 2019 |
| 9       | 9          | «Alma Coogan» «Альма Коган»                    | Роб Бэйли    | Бруно Хеллер   | 22 сентября 2019 |
| 10      | 10         | «Marianne Faithful» «Марианна Фейтфулл»        | Дэнни Кэннон | Бруно Хеллер   | 29 сентября 2019 |

### Сезон 2 (2020 - 2021)
| № в сериале | № в сезоне | Название                                   | Режиссёр       | Автор сценария | Дата премьеры   |
| Часть 1     | Часть 1    | Часть 1                                    | Часть 1        | Часть 1        | Часть 1         |
| ----------- | ---------- | ------------------------------------------ | -------------- | -------------- | --------------- |
| 11          | 1          | «The Heavy Crown» «Тяжелая корона»         | Дэнни Кэннон   | Бруно Хеллер   | 13 декабря 2020 |
| 12          | 2          | «The Burning Bridge» «Горящий мост»        | Дэнни Кэннон   | Бруно Хеллер   | 20 декабря 2020 |
| 13          | 3          | «The Belt and Welt» «Пояс и ремень»        | Роб Бэйли      | Джимми Доудал  | 27 декабря 2020 |
| 14          | 4          | «The Hunted Fox» «Загнанная лиса»          | Роб Бэйли      | Сет Синклэйр   | 27 декабря 2020 |
| Часть 2     |            |                                            |                |                |                 |
| 15          | 5          | «The Bleeding Heart» «Кровоточащее сердце» | Джон Ист       | Ханнан Боши    | 7 марта 2021    |
| 16          | 6          | «The Rose and Thorn» «Роза и шип»          | Джон Ист       | Бруно Хеллер   | 14 марта 2021   |
| 17          | 7          | «The Bloody Mary» «Кровавая Мэри»          | Кэтрин Морсхед | Джимми Доудал  | 21 марта 2021   |
| 18          | 8          | «The Hangman's Noose» «Петля палача»       | Кэтрин Морсхед | Сет Синклэйр   | 28 марта 2021   |
| 19          | 9          | «Paradise Lost» «Потерянный рай»           | Роб Бэйли      | Ханнан Боши    | 4 апреля 2021   |
| 20          | 10         | «The Lion and Lamb» «Лев и ягненок»        | Роб Бэйли      | Бруно Хеллер   | 11 апреля 2021  |

### Сезон 3 (2022)
| № общий | № в сезоне | Название                             | Режиссёр        | Автор сценария | Дата премьеры   |
| ------- | ---------- | ------------------------------------ | --------------- | -------------- | --------------- |
| 21      | 1          | «Well to Do» «Что делать»            | Роб Бэйли       | Бруно Хеллер   | 6 октября 2022  |
| 22      | 2          | «Many Clouds» «Множество облаков»    | Роб Бэйли       | Джон Стивенс   | 6 октября 2022  |
| 23      | 3          | «Comply or Die» «Выполняй или умри»  | Джон Ист        | Роберт Халл    | 6 октября 2022  |
| 24      | 4          | «Silver Birch» «Серебряная береза»   | Джон Ист        | Ханнан Боши    | 13 октября 2022 |
| 25      | 5          | «Rhyme 'n' Reason» «Рифма и разум»   | Джилл Робертсон | Роберт Халл    | 20 октября 2022 |
| 26      | 6          | «Hedgehunter» «Охотник за ежами»     | Джилл Робертсон | Джош Стивенс   | 27 октября 2022 |
| 27      | 7          | «Don't Push It» «Не давите на него»  | Дэнни Кэннон    | Джош Стивенс   | 3 ноября 2022   |
| 28      | 8          | «Red Marauder» «Красный мародер»     | Шири Фолксон    | Ханнан Боши    | 10 ноября 2022  |
| 29      | 9          | «Rag Trade» «Торговля тряпками»      | Роб Бэйли       | Роберт Халл    | 17 ноября 2022  |
| 30      | 10         | «Highland Wedding» «Свадьба в горах» | Роб Бэйли       | Бруно Хеллер   | 24 ноября 2022  |

## Производство

### Разработка
16 мая 2018 года стало известно о том, что телеканал Epix заказал первый сезон «Пенниуорта», состоящий из десяти эпизодов. Сценаристом пилотной серии был назначен Бруно Хеллер, а режиссёром — Дэнни Кэннон; они также стали исполнительными продюсерами сериала. Производство шоу было поручено Warner Horizon Television 6 февраля 2019 года во время ежегодного зимнего пресс-тура Ассоциации телевизионных критиков было объявлено, что премьера сериала состоится в июне 2019 года.
24 апреля 2019 года стало известно, что показ первого сезона начнётся на Epix 28 июля 2019 года (второй сезон стартовал 14 декабря 2020 года).

### Съёмки
Съёмки сериала начались 22 октября 2018 года на студии Warner Bros. в Ливсдене (Хартфордшир, Англия). Некоторые сцены снимались в Лондоне, в том числе жилое здание Флорин Корт послужило в качестве дома одного из главных героев сериала. Съёмочный период завершился 24 мая 2019 года.

## Отзывы критиков
На сайте-агрегаторе Rotten Tomatoes рейтинг первого сезона составляет 65 % со средним баллом 7,35 из 10 на основе 20 рецензий. Рейтинг сериала на IMDb (второй сезон, начало 2021 года) — 7.9.